# Joan de Cardona i de Pallars
Joan de Cardona i de Pallars (? - ?). Baró de Lloberola.

## Orígens familiars
Fill de Joan Ramon Folc de Cardona i de Beatriu de Pallars.

## Matrimoni i descendents
Es va casar amb Agraïda de Sacirera. Fills:
- Elisabet de Cardona i de Sacirera, baronessa de Lloberola. Es casà amb un fill de la família Pinós.